# ルスタム・オルジョフ
ルスタム・オルジョフ（Rustam Orujov 1991年10月4日- ）は、アゼルバイジャンの柔道選手。ロシアのイルクーツク出身。階級は73kg級。身長179cm。

## 人物
7歳の時にチェスを始めたが、合わなかったので8歳の時に柔道を始める。14歳の時に家族とともにアゼルバイジャンへ移った。2012年のグランプリ・バクー73kg級で優勝した。ロンドンオリンピックでは2回戦で今大会優勝したロシアのマンスール・イサエフに谷落で敗れた。2013年にはグランドスラム・バクーで優勝を飾った。2014年の世界選手権では準々決勝で日本の中矢力に指導3で敗れるなどして7位にとどまった。2015年に入ると、グランプリ・トビリシ、グランプリ・サムスン、グランドスラム・バクーと立て続けに優勝すると、ワールドマスターズでも3位になった。これにより、5月25日付けの世界ランキングで1位になった。世界選手権には出場しなかった。2016年のヨーロッパ選手権では優勝した。リオデジャネイロオリンピックでは決勝まで進むも、大野将平に内股で技ありを取られた後、小内刈で一本負けして銀メダルに終わった。2017年の世界選手権では準決勝で韓国の安昌林に払巻込で逆転の一本勝ちをすると、決勝では橋本壮市と対戦して指導1を先取してリードするも、GSに入ってから体落で技ありを取られて2位にとどまった。2018年のグランドスラム・デュッセルドルフでは決勝で大野に内股で敗れて2位だった。地元のバクーで開催された世界選手権では4回戦で敗れた。ワールドマスターズでは優勝した。2019年の世界選手権では準決勝で同僚のヒダヤト・ヘイダロフを技ありで破るが、決勝では大野に内股で敗れて2位だった。なお、一本負けした際に大野が袖口を掴んでいたことをアピールするも認められなかった。2021年7月に日本武道館で開催された東京オリンピックでは準々決勝で大野に内股で技ありを取られた後に小内刈で一本負けすると、その後は3位決定戦まで進んだが、安に技ありで敗れて5位に終わりメダルを獲得することができなかった。なお、大野との対戦では内股で投げられた際に、ヘッドダイビングをアピールしたが認められなかった。2023年8月には現役引退を表明した。

## 主な戦績
- 2012年 - グランプリ・バクー　優勝
- 2013年 - グランドスラム・バクー　優勝
- 2014年 - グランプリ・サムスン　2位
- 2014年 - ヨーロッパ選手権　5位
- 2014年 - グランドスラム・バクー　3位
- 2014年 - 世界選手権　7位
- 2014年 - グランドスラム・アブダビ　3位
- 2014年 - グランプリ・チェジュ　3位
- 2014年 - グランドスラム・東京　5位
- 2015年 - グランプリ・トビリシ　優勝
- 2015年 - グランプリ・サムスン　優勝
- 2015年 - グランドスラム・バクー　優勝
- 2015年 - ワールドマスターズ　3位
- 2015年 - グランドスラム・パリ　2位
- 2015年 - グランプリ・青島　2位
- 2015年 - グランプリ・チェジュ　3位
- 2016年 -　グランプリ・ハバナ　優勝
- 2016年 - グランプリ・デュッセルドルフ　2位
- 2016年 - ヨーロッパ選手権　優勝
- 2016年 -　グランドスラム・バクー　3位
- 2016年 -　ワールドマスターズ　3位
- 2016年 - リオデジャネイロオリンピック 2位
- 2016年 - グランドスラム・アブダビ　2位
- 2017年 -　グランドスラム・バクー　3位
- 2017年 - ヨーロッパ選手権　3位
- 2017年 - イスラム諸国連帯競技大会　2位
- 2017年 -　世界選手権　2位
- 2017年 -　グランプリ・ザグレブ　優勝
- 2017年 - グランドスラム・アブダビ　3位
- 2018年 -　グランドスラム・デュッセルドルフ　2位
- 2018年 - グランプリ・ザグレブ　3位
- 2018年 -　ワールドマスターズ　優勝
- 2019年 - グランドスラム・デュッセルドルフ　3位
- 2019年 - グランプリ・アンタルヤ　2位
- 2019年 - グランドスラム・バクー　3位
- 2019年 - ヨーロッパ競技大会　2位
- 2019年 - 世界選手権　2位
- 2019年 -　グランドスラム・アブダビ　5位
- 2019年 -　ワールドマスターズ　3位
- 2020年 -　グランドスラム・デュッセルドルフ　3位
- 2020年 -　グランドスラム・ブダペスト　優勝
- 2020年 - ヨーロッパ選手権　3位
- 2021年 -　グランドスラム・タシケント　3位
- 2021年 -　東京オリンピック　5位
- 2022年 -　ヨーロッパ選手権　3位
- 2022年 -　グランドスラム・ブダペスト　3位

(出典、JudoInside.com)